# Jun'ichi Masuda
Pour les articles homonymes, voir Masuda (homonymie).
Jun'ichi Masuda (増田 順一, Masuda Jun'ichi), né le 12 janvier 1968, est un compositeur japonais de musique de jeux vidéo, producteur et directeur de jeu vidéo travaillant dans l'entreprise Game Freak de 1989 à 2022. Il est surtout connu pour avoir composé les musiques de la série Pokémon (jeux vidéo et dessins animés) aux côtés de Satoshi Tajiri et Ken Sugimori ainsi que pour son implication dans le développement des jeux de la franchise. Par ailleurs, Jun'ichi Masuda a été le principal réalisateur derrière la production des jeux Pokémon Diamant et Perle, Pokémon Noir et Blanc pour Nintendo DS, ainsi que celle des jeux Pokémon Soleil et Lune pour Nintendo 3DS.

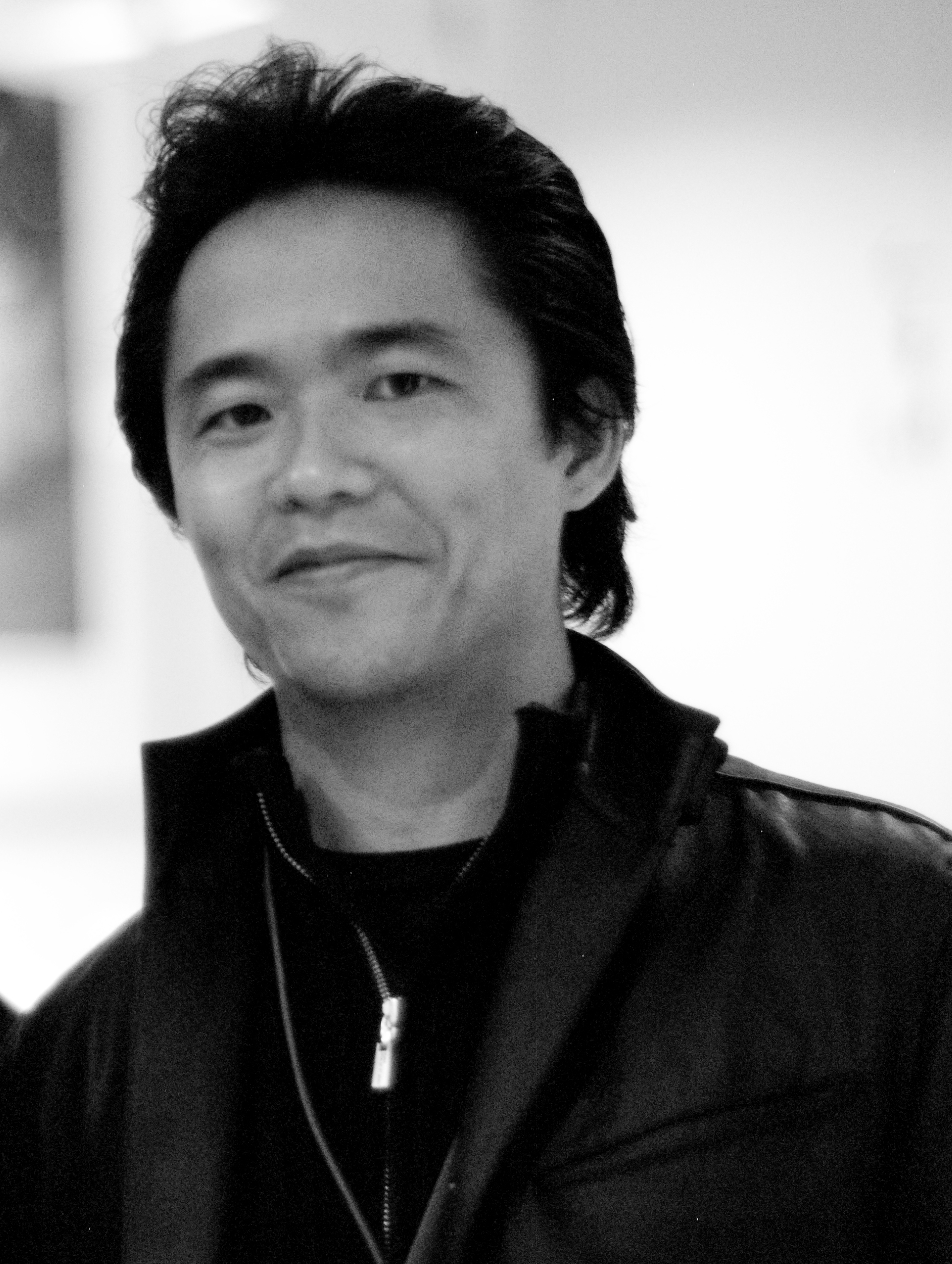
Junichi Masuda en 2007.

En 2022, il intègre The Pokemon Company en tant que "chief creative fellow effective".

## Travaux
- 1989 : Mendel Palace : compositeur et effets sonores[3]
- 1992 : Magical Tarurūto-kun : compositeur, effets sonores et programmation sonore[4]
- 1994 : Pulseman : compositeur, effets sonores et programmation sonore[5]
- 1996 : Pokémon Vert, Rouge et Bleu : compositeur, effets sonores, programmation[6]
- 1997 : Bushi Seiryuuden: Futari no Yuusha : compositeur, effets sonores et programmation[7]
- 1998 : Pokémon Jaune : Édition spéciale Pikachu (version modifiée de Pokémon Rouge et Bleu) : compositeur, effets sonores et programmation[8]
- 1999 : Pokémon Or et Argent : sous-directeur, compositeur, effets sonores, game design et coordination de la localisation[9]
- 2000 : Pokémon Cristal (version modifiée de Pokémon Or et Argent) : codirecteur, compositeur, effets sonores, game design, scénario et coordination de la localisation[10]
- 2002 : Pokémon Rubis et Saphir : directeur, compositeur, game design et scénario[11]
- 2003 : Pokémon Box : directeur et planning[12]
- 2003 : Pokémon Channel : superviseur[13]
- 2004 : Pokémon Rouge Feu et Vert Feuille (remake de Pokémon Rouge et Bleu) : directeur, compositeur et game design[14]
- 2004 : Pokémon Émeraude (version modifiée de Pokémon Rubis et Saphir) : directeur mondial, composition, game design et scénario[15]
- 2005 : Drill Dozer : producteur et sons supplémentaires[16]
- 2006 : Pokémon Diamant et Perle : directeur, compositeur et scénario[17]
- 2008 : Pokémon Platine (version modifiée de Pokémon Perle et Diamant) : producteur, compositeur et scénario[18]
- 2009 : Pokémon Or HeartGold et Argent SoulSilver (remake de Pokémon Or et Argent) : producteur et compositeur[19]
- 2010 : Pokémon Noir et Blanc
- 2012 : Pokémon Noir 2 et Blanc 2
- 2012 : Rhythm Hunter: HarmoKnight
- 2013 : Pokémon X et Y
- 2014 : Pokémon Rubis Omega et Saphir Alpha (remake 3D de Pokémon Rubis et Saphir) : compositeur et effets sonores
- 2015 : Pokémon Méga Donjon Mystère (premier jeu de la série Donjon Mystère avec la 6e génération)
- 2016 : Pokémon Go : compositeur et effets sonores
- 2016 : Pokemon Soleil et Lune : compositeur et effets sonores
- 2017 : Pokemon Ultra-Soleil et Ultra-Lune : compositeur et effets sonores
- 2018 : Pokémon Let's Go, Pikachu et Let's Go, Évoli
- 2019 : Pokémon Épée et Bouclier : producteur
- 2021 : Pokémon Diamant Étincelant et Perle Scintillante : réalisateur et compositeur